# اوپیس (ماد)
اوپیس، وی یکی از سه فرمانروای مادی (پیشوا؛ خداوند دهکده، بل‌آلی) بود که طی حمله موفقیت‌آمیز آشوریان به ماد شرقی، از اسرحدون پادشاه آشور درخواست کمک کردند و به سردار مهاجم آشوری متوسل شدند.

## آشوری‌ها و مادها
اسرحدون طی حکمرانی خود، چند بار به حدود ماد لشکرکشی کرد. کمی پس از واپسین لشکرکشی او علیه ماد، سه پیشوای مادی با هدایایی به نینوا وارد شدند و یاری پادشاه آشور را در مبارزه علیه فرمانروایان مناطق همسایه خواستار شدند. این سه فرمانده مادی عبارت بودند از: 
۱- اوپیس از پارتاکو (یا پارتاکّی در تاریخ ماد دیاکونوف)
۲-زاناسانا (یا زاناسان در تاریخ ماد دیاکونوف) از پارتوکا (دیاکونوف: پارتوکّی)
۳-راماتیا (دیاکونوف: راماتی) فرمانفرمای اوروکازابرنو (دیاکونوف: اوراکازابارنا )
دیاکونوف دربارهٔ این اسامی و عناوین و جای‌ها می‌گوید:
گرچه در هر سه مورد، لفظ نقطه مسکون یا دهکده در متن آمده، ولی ظاهراً در اینجا هم با عدم دقتی که در متون آشوری فراوان است، سروکار داریم. اکثر محققان موافقند که منظور، ناحیه است؛ نه دهکده. محتملا پارتاکّا همان پارتاکانوی متون سارگونی (یعنی پارتاکنا) یا ناحیه کنونی اصفهان می‌باشد. به عقیده اشترک، پارتوکّا نیز صورت دیگری از نام قبلی می‌باشد، منتهی به شکل دیگر. لازم است متذکر شویم که در متون آشوری واقعاً این شیوه رایج بوده‌است و می‌کوشیدند در فهرستها، اسامی هم‌قافیه یا متشابه‌الصوت را در کنار هم قرار دهند و گاهی هم چند وجه یک نام را پی‌درپی بنویسند؛ ولی اینجا جز سه نام بیش وجود ندارد و تصور می‌رود که منظور نظر، سه ناحیه مختلف بوده‌است. می‌توان حدس زد که پارتوکّا شکلی از اسم (مصغر؟) با پسوند کا (ka) ویژه زبان مادی است و به‌خاطر شباهتش با «پارتاکّا» انتخاب شده، ولی صورت دیگر پارتاکّا نیست، بلکه شکلی از پارتوُآ و پارتومای آشوری یعنی پرثوه (پارت ایرانی) می‌باشد. البته منظور، بخشی از سرزمینی است که بعدها پارت خوانده شد. اما اینکه ناحیه مزبور جزو ایالات ماد قلمداد شده، نباید موجب تشویش ما گردد، زیرا «خوآرنا-پاتوش‌عارا» بعدها جزو پارت منظور گردیده‌بود. چنان‌که پیشتر گفتیم، اصطلاح «پارتیا» (پارتاوا) به معنی «کنار و کرانه» است. محل ناحیه سوم، یعنی «اوراکازابارنا (یا: اوراکازاپارنا)» هنوز معلوم نشده‌است.
در منابع آشوری گفته شده که «رؤسای دهکده‌ها» می‌کوشیدند این سه تن را از قلمروشان طرد کنند، و به همین جهت آنها هدایا و پیشکشی‌هایی از سنگ لاجورد و اسبان اصیل برای جلب نظر پادشاه آشور ارسال کردند.
محتملا پیام این سه فرمانروای ماد شرقی به پادشاه آشور (که توسط مردم عاصی از محل خود بیرون رانده شده بودند)، آغاز وقایع ماد در این زمان محسوب می‌شود. این آخرین واقعه‌ای است که در روایات متقدم نوشته‌های اسرحدون ذکر شده، و در عین حال شرح آن (از لحاظ جایی که در نوشته دارد) از حدود جغرافیایی‌ای که همواره در نوشته‌های مزبور مرعی می‌شده، خارج است و بنابراین گمان می‌رود مربوط به وقایعی است که دست آخر وقوع یافته و بعدها شرح آن را به طرح آماده و موجود افزوده‌اند و از آنجایی که نوشته‌های مزبور قبل از سال ۶۷۴ پیش از میلاد تحریر شده، آغاز وقایع ماد را نیز باید به همان سال مربوط دانست.

## روایت آشوری
نوشته‌های اسرحدون دربارهٔ آن وقایع چنین است: سپاهیان آشور به «کشور مادهای دوردست» لشکر کشیدند؛ در مرز بیابان نمکزار (دشت کویر)، و پای کوه بیکنی (دماوند) و ناحیه «پاتشوعارا» (به زبان پارسی میانه: پدشخوار و به زبان پارسی باستانی: پاتیشهوور و در روزگار متاخرتر: خوُآرن). در این میان، دو «خداوند دهکده» (بل‌آلی) دستگیر شدند؛ یکی به نام ایرانی شی‌تیرپرنه (افتخار اخلاف)، و دومی به نام «اپاردو» (که شاید نامی ایلامی - کاسپی باشد) موسوم بوده و کسان و اطرافیان و دام‌های ایشان نیز به دست آمدند.
به دستور اسرحدون، رئیسان نواحی مرزی آشور به کمک سه فرمانفرمای یادشده شتافتند و طبق نوشته‌های اسرحدون دهکده‌های شورشی را مطیع ساختند و خراجی معین کردند تا آن سه فرمانروا سالانه بپردازند. این خراج از نظر آشوریان اهمیت فراوان داشت، و به جای آن، اسب می‌گرفتند و می‌بایست از این رهگذر حوایج ارتش آشور را رفع کنند؛ زیرا عادتاً آشوریان تعداد اسبان لازم را از ماننا دریافت می‌کردند و دیگر از آن طریق اجباراًورود اسب قطع شده بود. همانگونه که در این رخداد دیده می‌شود، بین فرمانروایان ماد دراین‌باره که آیا به دنبال اتحاد با آشور باشند یا خودشان به منظور مبارزه با آن با یکدیگر متحد شوند، اختلاف نظر وجود داشته‌است.

## افول قدرت و احتشام آشور
آشور کم‌کم داشت قدرت و نفوذ بلامنازع خود را در منطقه از دست می‌داد. پیشتر در اواخر سده نهم پیش از میلاد، ماننا که در شمال غرب ماد قرار داشت، متحدی وفادار نسبت به آشور بود، اما در سال ۶۷۰ پیش از میلاد (یعنی مقارن با زمان مورد بحث ما) با مادها هم‌پیمان شد. الیپی نیز تمایل داشت در جریان درگیری بین مادها و آشوریان، از مادها پشتیبانی کند. در همین زمان بود که کیمری‌ها و سکاها هم از جانب شمال نفوذ و رخنه کردند و حضور آنها به عنوان تهدیدی جدی برای آشوری‌ها مطرح شد.
در این زمان ماد قدرت زیادی به دست آورده‌بود. بسیار جالب توجه است که فقط در ایلات مادی‌ها وصول خراج آشوری، یک لشکرکشی پرخطر محسوب می‌شده و ناگزیر دربارهٔ آخر و عاقبتش و صلاحیت انجام یا عدم انجام آن می‌بایست از هاتف سؤال شود.
نام راماتیا، یکی از این مادی‌ها، در «سوگند وفاداری» که به مناسبت نامزدی جانشین تاج‌وتخت آشور در سال ۶۷۲ قبل از میلاد امضا شد، ذکر شده‌است. در میان هفت نامی که در این متون ذکر شده، سه نفرشان قطعاً اهل ماد هستند. حاملان آنها سرکرده‌های مناطق مختلف غرب ماد بودند. در سال ۶۷۲ پیش از میلاد معاهده‌نامه‌هایی بین هر یک از این مادی‌ها و اسرحدون منعقد شد که وفاداری آنها به پادشاه آشوری و نیز امنیت اموال و دارایی‌های آنها را تضمین می‌کرد. پژوهشگران معمولاً این توافق‌نامه را تحت عنوان «پیمان تابعیت» مطرح منی‌کنند که توسط دولت آشور به سرزمین‌هایی که اخیراً تسلیم شده بودند، تحمیل شد، اما ماریو لیورانی استدلال می‌کند که این توافق‌نامه، نتیجه اختلافات میان گروه‌های مختلف مادی و نیز حاصل حضور جنگجویان مسلح مادی بود که به عنوان محافظان ولیعهد در کاخ آشوری‌ها مستقر بودند. سران مادی مجبور بودند که سوگند یاد کنند تا مردانشان در دربار ماد بتوانند به اسرحدون و پسرش آشوربانیپال وفادار بمانند (Liverani، ۱۹۹۵، صص ۶۱ و ۶۲).